# Whiplash (cançó de Metallica)
|  | Per a altres significats, vegeu «Whiplash». |

«Whiplash» és el primer senzill de la banda estatunidenca Metallica, el primer del seu primer àlbum d'estudi Kill 'Em All, publicada el 8 d'agost de 1983.
Ha estat versionada en diverses ocasions, entre les quals destaca la realitzada per Motörhead a l'àlbum de tribut a Metallica titulat Metallic Attack: The Ultimate Tribute, que va guanyar el seu primer Grammy a la millor actuació metal l'any 2005. La cançó també va aparèixer en la banda sonora dels videojocs Tony Hawk's Underground 2 i Guitar Hero: Metallica.

## Llista de cançons
Senzill EUA (vinil)
| Núm. | Títol                                | Durada |
| ---- | ------------------------------------ | ------ |
| 1.   | «Jump in the Fire»                   | 4:41   |
| 2.   | «Whiplash» (Special Neckbrace Remix) | 4:24   |
| 3.   | «Seek & Destroy» (directe)           | 7:04   |
| 4.   | «Phantom Lord» (directe)             | 4:52   |

Senzill EUA (casset maxi-single)
| Núm. | Títol                                         | Durada |
| ---- | --------------------------------------------- | ------ |
| 1.   | «Jump in the Fire»                            | 4:41   |
| 2.   | «(Anesthesia) - Pulling Teeth» (instrumental) | 4:15   |
| 3.   | «Whiplash» (Special Neckbrace Remix)          | 4:24   |
| 4.   | «Seek & Destroy» (directe)                    | 7:04   |
| 5.   | «Phantom Lord» (directe)                      | 4:52   |